# Christlich-Demokratische Union Deutschlands (DDR)

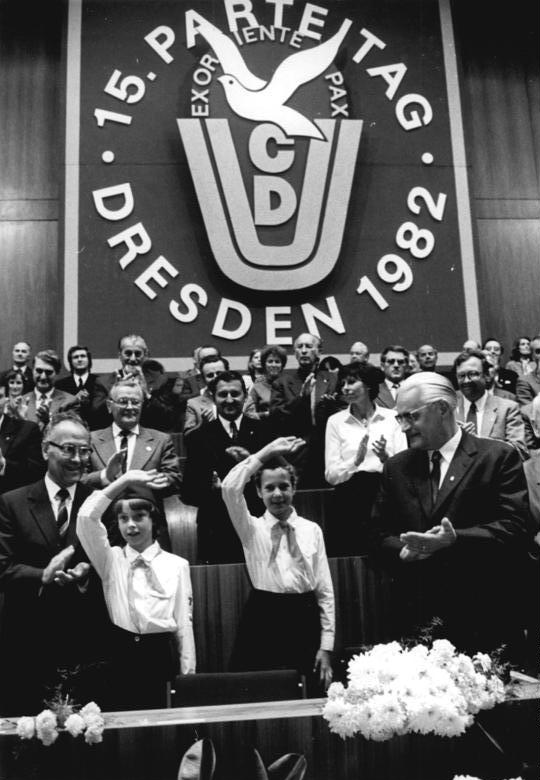
Partidag 1982

Christlich-Demokratische Union Deutschlands var ett politiskt parti i Östtyskland. CDU i Östtyskland var ett av de så kallade blockpartierna, det vill säga det samarbetade med regimen och hade ett visst förutbestämt antal platser i den östtyska riksdagen Volkskammer.
Det östtyska CDU grundades 1945, precis som partiet med samma namn i Västtyskland. När den östtyska regimen föll 1989 tog partiet avstånd från det statsbärande kommunistpartiet SED och inför Tysklands återförening året efter gick det östtyska CDU upp i det dittills västtyska CDU.